# 联合国安全理事会第2231号决议
联合国安全理事会第2231号决议于2015年7月20日通过，该决议是关于伊朗核问题的。由伊朗外交部负责谈判团队与外交部长穆罕默德·贾瓦德·扎里夫达成的协议经过审批后，成为《联合国安全理事会第2231号决议》。
决议敦促执行《聯合全面行動計畫》的时间表，并对解除对伊朗的制裁做出了一些措施。在签订《联合全面行动计划》的国家中除了联合国安全理事会常任理事国五国外，还加入了伊朗、德国和欧盟。
2016年3月29日，美国、英国、法国和德国四国联合致信联合国秘书长潘基文，指责伊朗在最近进行的一次导弹试验严重违反第2231号决议。信中称这些导弹“本质上能携带核武器”。然而，他们没有声称这些试验是非法的。安理会第2231号决议要求伊朗避免从事与弹道导弹相关的活动（“伊朗被要求不得从事任何设计用于获取核武器的弹道导弹相关活动，包括通过这种技术发射弹道导弹”）。然而由于第2231号决议中对此种情况并没有明文限制，所以各国也很难就此事作出举措。
该项決議于2020年10月18日到期。在此之前，伊朗一直在履行该协议，但由于美国单方面退出协议并重新实施对伊朗的制裁，导致伊朗逐步放弃了其履行协议的承诺。到期之后，伊朗开始增加其浓缩铀库存量，加速核活动。然而，随着新的美国政府上台，一些人呼吁重新加入该协议，以避免伊朗继续加速其核活动。尽管目前还没有达成新的协议，但各方正在继续努力达成一项新的核协议。